# کی کانن
کی کانن (انگلیسی: Kay Cannon؛ (زادنام کاترین ئی. کانن (انگلیسی: Kathryn E. Cannon)؛ زادهٔ ۲۱ اوت ۱۹۷۴) فیلم‌نامه‌نویس، تهیه‌کننده، کارگردان و هنرپیشه اهل ایالات متحده آمریکا است. از فیلم‌ها یا برنامه‌های تلویزیونی که وی در آن نقش داشته‌است می‌توان به دختر جدید، آوازخوان حرفه‌ای ۲ اشاره کرد.

## فیلم‌شناسی

### فیلم‌ها
| سال  | فیلم              | کارگردان | تهیه‌کننده | نویسنده | یاداشت‌ها |
| ---- | ----------------- | -------- | --------- | ------- | -------- |
| ۲۰۰۸ | عزیزم مامان       | نه       | آری       | نه      |          |
| ۲۰۱۲ | آوازخوان حرفه‌ای   | نه       | نه        | آری     |          |
| ۲۰۱۵ | آوازخوان حرفه‌ای ۲ | نه       | آری       | آری     |          |
| ۲۰۱۷ | آوازخوان حرفه‌ای ۳ | نه       | آری       | آری     |          |
| ۲۰۱۸ | بازدارندگان       | آری      | نه        | نه      |          |
| ۲۰۲۱ | سیندرلا           | آری      |           | آری     |          |

### تلویزیون
| سال       | عنوان     | نویسنده | تهیه‌کننده | یاداشت‌ها |
| --------- | --------- | ------- | --------- | -------- |
| ۲۰۰۷–۲۰۱۲ | ۳۰ راک    | آری     | آری       |          |
| ۲۰۱۲–۲۰۱۴ | دختر جدید | آری     | آری       |          |
| ۲۰۱۴      | Cristela  | آری     | آری       |          |
| ۲۰۱۷      | Girlboss  | آری     | آری       |          |